# Roman Głowacki
Roman Marian Głowacki (ur. 1 stycznia 1929, zm. 16 stycznia 2020) – polski specjalista w zakresie marketingu, profesor zwyczajny nauk ekonomicznych.

## Życiorys
Studiował w Szkole Głównej Handlowej, oraz w Akademii Handlowej w Krakowie, a także w Harvard Business School. Obronił pracę doktorską, następnie uzyskał stopień doktora habilitowanego. W 1972 nadano mu tytuł profesora w zakresie nauk ekonomicznych. Piastował funkcję profesora zwyczajnego i kierownika w Katedrze Marketingu na Wydziale Zarządzania Uniwersytetu Warszawskiego.
Prof. Głowacki prowadził również przez 8 lat wykłady na uczelniach amerykańskich. Lata 1993–98 poświęcił na tworzenie Central and Eastern European Teachers Program (z inicjatywy Harvard Business School), którego celem był poprawa kwalifikacji wykładowców przedmiotów menedżerskich (szczególny nacisk kładziono na ekonomię wolnorynkową, która była dotąd nieznana dla krajów stosujących dotychczas gospodarkę centralnie planowaną). Autor lub współautor ponad 300 publikacji naukowych (w tym kilkunastu książek).
W 2007 dołączył do Rady Naukowej Narodowego Banku Polskiego.
Zmarł 16 stycznia 2020. Jest pochowany na cmentarzu Powązkowskim (kwatera 7-4-17).

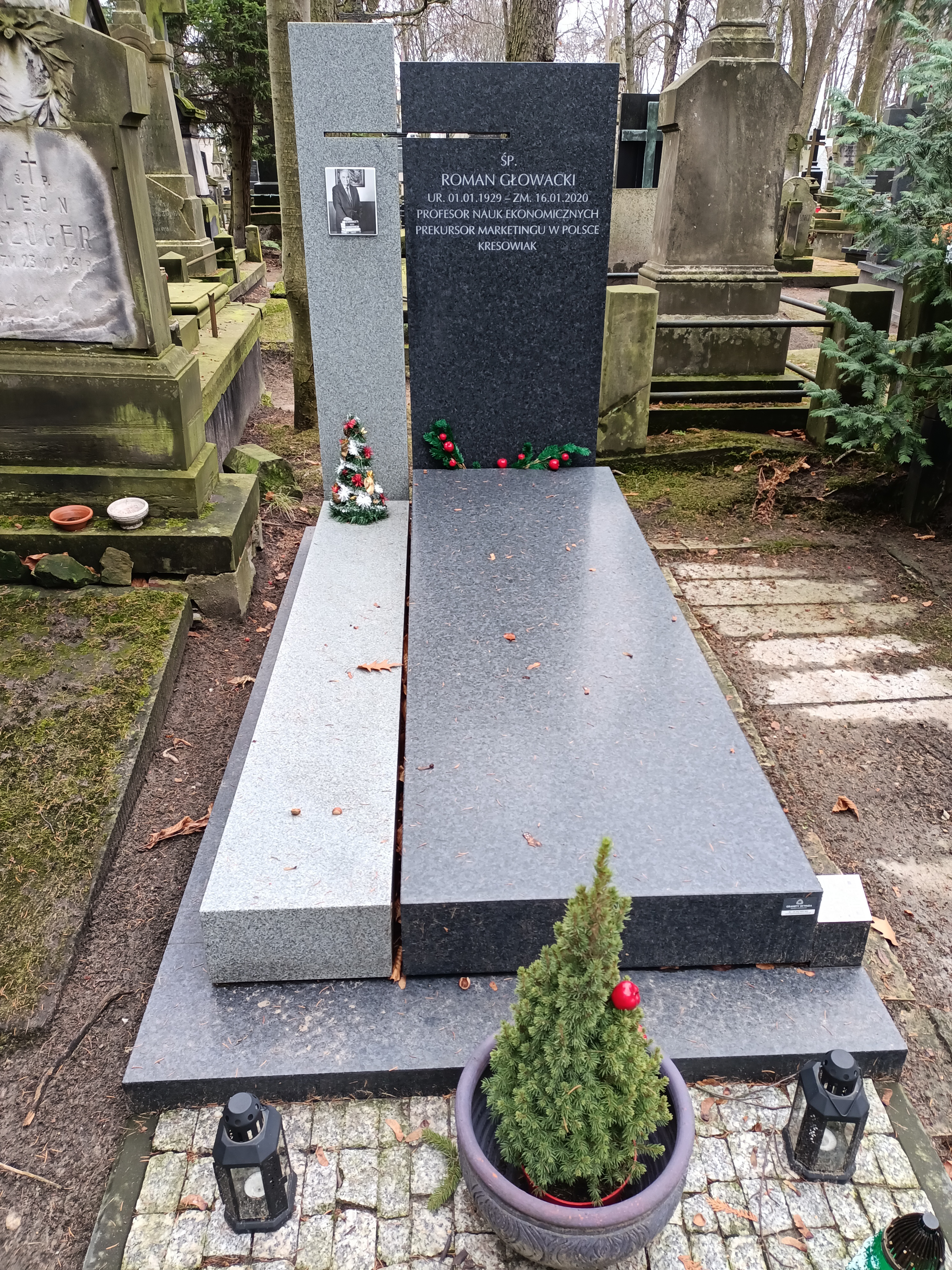
Grób Romana Głowackiego na Cmentarzu Powązkowskim